# Ковачи лажног новца
Ковачи лажног новца (фр. Les Faux-monnayeurs) је роман француског писца Андреа Жида, први пут објављен 1925. године у часопису Nouvelle Revue Française. Са мноштвом ликова и испреплетаним заплетима, његова централна тема је однос између оригинала и копије, као и питање шта их заправо разликује, како у оквиру спољашње радње која укључује фалсификовање златника, тако и у приказу осећања ликова и њихових међусобних односа.
Роман је уједно и „роман у роману“: лик Едуара (алтер его самог Жида) намерава да напише књигу истог наслова. Жид користи и друге модерне стилске поступке, као што је свезнајући наратор који се повремено директно обраћа читаоцу, коментарише мотивације ликова или разматра могуће алтернативне исходе радње. Због ових иновативних поступака, Ковачи лажног новца се често сматрају претечом nouveau roman-а.
Структура романа је конципирана тако да подсећа на „кубистичко“ слагање перспектива: више различитих заплета се преплиће, а догађаји се приказују из вишеструких тачака гледишта.
У роману се појављује значајан број бисексуалних или геј мушких ликова, адолесцент Оливије и, барем делимично и непризнато, његов пријатељ Бернар, по свој прилици и њихови школски другови Гонтран и Филип, а затим и писци за одрасле, гроф де Пасаван (који представља злу и коруптивну силу) и доброћуднији Едуар. Важан део радње је приказ различитих могућности позитивних и негативних хомоеротских или хомосексуалних веза.
У годинама након објављивања, Ковачи лажног новца стекли су репутацију Жидовог ремек-дела. Данас се генерално убрајају у западни књижевни канон.
Стварање романа, уз писма, исечке из новина и друге пратеће материјале, Жид је документовао у свом делу Часопис „Ковача лажног новца“ из 1927. године.

## Радња
Бернар, школски друг Оливијеа, који се припрема за матурски испит, открива да је ванбрачно дете и то узима као добродошао изговор да побегне од куће. Проводи једну ноћ у Оливијеовом кревету (где му Оливије описује недавну посету проститутки и како му то искуство није било нарочито пријатно). Након што Бернар украде кофер који припада Едуару, Оливијеовом ујаку, и након компликација које следе, постаје Едуаров секретар. Оливије, љубоморан, завршава у рукама циничног и готово ђаволског грофа де Пасавана, који га води на Медитеран.
На крају, Бернар и Едуар закључују да се не слажу тако добро као што се у почетку очекивало, па Бернар одлази да се запосли у школи, а потом коначно одлучује да се врати у очев дом. Оливије сада постаје Едуаров секретар, и након вечери препуне догађаја, током које се страшно осрамотио, Оливије завршава у кревету заједно с Едуаром, коначно испуњавајући привлачност коју су све време осећали једно према другом, али нису могли да изразе.
Други заплети исплетени су око ових елемената, као што су Оливијеов млађи брат Жорж и његова умешаност у мрежу фалсификатора, или његов старији брат Винсент и његов однос с Лауром, удатом женом с којом има дете. Можда најнапетија сцена у књизи врти се око Бориса, још једног ванбрачног детета и унука Ла Перуза, који извршава самоубиство пред окупљеном класом када га изазове Гериданизол, један од Пасаанових присталица.

## Састав
Жид је Коваче лажног новца описао као свој први и једини роман, иако критичари често сврставају и његова ранија дела у жанр романа. Под утицајем кубистичких сликара, настојао је да прикаже догађаје кроз више перспектива, стварајући оно што је један критичар назвао „техником намерног распада наратива“. Многе споредне радње у делу никада се не разрешавају, у намерном покушају да се читалац збуни и створи „анархија романескне технике“. Како примећује Жермен Бри, Жид „уводи низ наизглед неповезаних ликова, све у покрету унутар опсежне мреже односа који сежу у прошлост и будућност, 'никада ограничени, никада завршени'“.
Поред тога што носе одређене Жидове личне особине, неки ликови у роману поистовећени су са стварним личностима. Према овом мишљењу, гроф де Пасаван сматра се алузијом на Жана Коктоа, лик Оливијеа на Марка Алегреа, а Лора на Жидову рођаку и касније супругу Мадлен. Према речима историчарке Елизабет Рудинеско, лик госпође Сопрониске заснива се на Ежени Соколницкој, код које је Жид био на психоанализи 1921. године. Борисово самоубиство инспирисано је стварним инцидентом из 1909. у Клермон Ферану. Једна историјска личност, Алфред Жари, појављује се под својим правим именом, мада у неласкавом портрету који одражава Жидово растуће разочарање дадаизмом.
Неке ситуације у роману у великој мери паралелне су онима из главног дела Жидовог доброг пријатеља, Рожеа Мартина ди Гара, који је излазио у наставцима почев од 1922. године. Жид је признао утицај овог романа у писму аутору од 8. јула 1925. године. На Жида је такође утицало стваралаштво руског романописца Фјодора Достојевског, посебно у начину на који је у Ковачима лажног новца истраживао тему самоубиства.

## Тумачење
Научник Дејвид Хаберстих теме романа описује на следећи начин: „(1) суочавамо се са дихотомијом фалсификата и оригинала, како у опипљивом (нпр. валута), тако и у неопипљивом смислу (нпр. емоције, личност, вредности, субјективна стварност); (2) постизање доброг и испуњеног живота зависи од снажног интелектуалног и моралног ангажмана; и (3) човек мора бити веран себи и следити своју посебну звезду, без обзира на последице.“ Роберт Векселблат сматра да сама полифона структура романа представља тему: „да човек треба да се отвори животу без предрасуда, да буде толерантан према различитим гледиштима и да ужива у релативности модерног света, уместо да га исмева или да се на њега жали.“
На Жида је снажно утицала мисао његовог пријатеља Оскара Вајлда да „живот имитира уметност много више него што уметност имитира живот“, а роман се у великој мери поиграва границама између стварног и лажног. Иако је Борисово самоубиство стварно у свету романа (и засновано на догађају из стварног живота), Едуар, у својству романописца, сматра тај догађај превише невероватним да би га укључио у сопствену фикционализовану верзију.
Роберт К. Мартин описује роман као фокусиран на кризу ауторитета, типичну за модернистичку књижевност. У том тумачењу, ликови откривају да су моногамија и хетеронормативност општеприхваћене фикције, слично као што новац има вредност једино кроз друштвени договор. Катарин Севидж Бросман тумачи Коваче лажног новца као изазов појму људског карактера као стабилног и препознатљивог ентитета, истичући свеприсутно лицемерје и непоштење међу ликовима романа.

## Пријем
У савременој рецензији, Луис Кроненбергер из The New York Times похвалио је роман због коришћења вишеструких перспектива, истичући да се аутор надограђује на „креативни и панорамски метод Балзака и Толстоја“. Годину дана након објављивања, британски писац Е. М. Форстер у предавању је описао Коваче лажног новца као занимљив, али делимично неуспешан роман због своје нелогичне наративне структуре.
Каснији критички пријем потврђује статус романа као класика. Године 1999, анкета листа Le Monde спроведена међу 17.000 Француза прогласила је Коваче лажног новца тридесетом најупечатљивијом књигом двадесетог века. Године 2009, The Guardian га је уврстио на листу „1000 романа које свако мора да прочита“. Роман је такође укључен у листу 1001 књига које морате прочитати пре него што умрете (2006) и на листу „100 најбољих књига“ часописа Шпигел за период од 1925. до 2025. године.

## Филмска адаптација из 2010.
Године 2010, француски телевизијски филм заснован на роману режирао је Беноа Жако, са Мелвилом Пупо у главној улози као Едуар, Максимом Бержеом као Оливије, и Долорес Чаплин као леди Лилијан Грифит.